# Aïn Madhi
Aïn Madhi (en berbère : ⵄⵉⵏ ⵎⴰⴹⵉ, en arabe : عين ماضي) est une commune algérienne et un ancien ksar fortifié, de la wilaya de Laghouat. Elle est le siège du califat de la confrérie tidjaniya.

## Géographie
La commune est située au sud-ouest de la wilaya de Laghouat, à 66 km à l'ouest de Laghouat dans le Sud du pays. La localité moderne est située dans une plaine en contrebas du djebel Amour (Atlas saharien).
|                                         | Oued M'Zi, Tadjemout, El Ghicha                                      |                                 |
| Tadjrouna, Brezina (wilaya d'El Bayadh) | Aïn Madhi                                                            | El Houaita, Kheneg, Hassi R'Mel |
|                                         | Dhayet Bendhahoua (wilaya de Ghardaïa), Metlili (wilaya de Ghardaïa) |                                 |

## Histoire

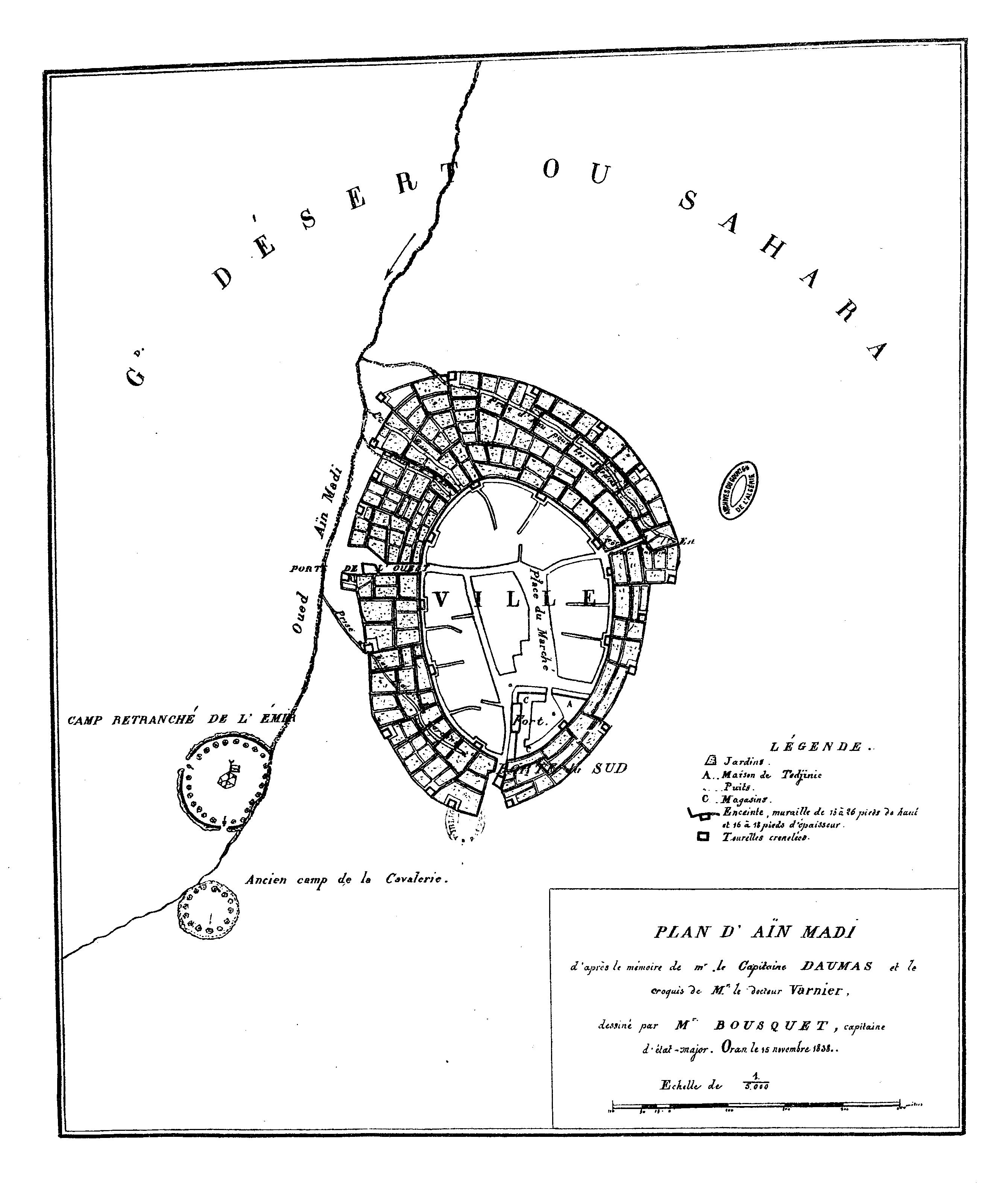
Plan du ksar en 1838

Selon Guillaume Stanislas Marey-Monge, en 1845, Aïn-Madhi est une « ville très ancienne ». Toutefois, selon Jillali El Adnani, « la plupart des sources, tant arabes que coloniales, parlent du ksar seulement à partir du XVIIe siècle », le premier témoignage écrit étant celui du voyageur Abdellah el-Ayachi. Louis Rinn note également que « dès le XVIIe siècle de notre ère, la petite ville d'Aïn-Madhi [...] était célèbre, dans tout le Sahara, par le nombre et l'érudition des Cheurfa, qui y affluaient des divers points de l'Afrique Septentrionale. Plusieurs savants réputés comme ayant été les lumières de l'Islam, ont professé dans cette zaouïa, dont parlent avec éloge deux écrivains marocains bien connus El-Ayachi qui, vers 1640 de J.-C. (1049-1050 de l'H.), était cadhi aux sources de la Moulaya et Mouley-Ahmed qui, vers 1719 de J.-C. (1131-1132 de l'H.), fut l'imam de la zaouïa de Tamagrout, sur l'oued Dra ».
Pendant la période ottomane, la confrérie tidjaniya d'Aïn Madhi s'est constamment opposée à la régence d'Alger.
En 1838, l’Émir Abdelkader en opposition avec le chef de la confrérie tidjaniya, a assiégé le ksar pendant 8 mois.

## Toponymie
Aïn Madhi signifie « Source de Madhi ». D'après la tradition, c'est le nom d'un homme : El-Madhi ben Yaâqub, qui avait découvert une source à proximité de la ville.

## Démographie

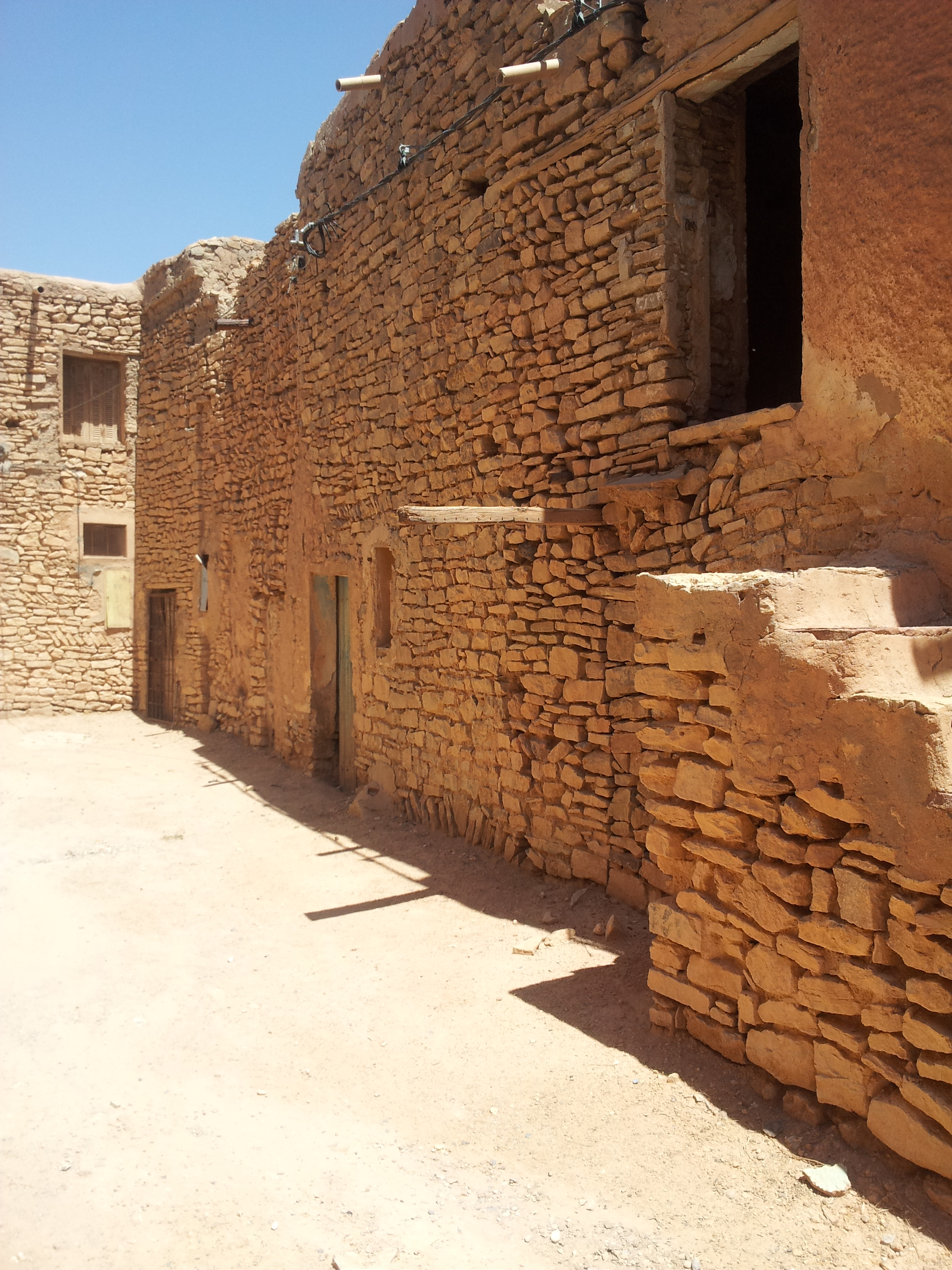
Vue d'une rue du vieux village.

Selon le recensement général de la population et de l'habitat de 2008, la population de la commune d'Aïn Madhi est évaluée à 8 101 habitants contre 6 263 en 1998.

## Culture
Le ksar d'Aïn Madhi abrite le siège du califat général de la zaouïa tijaniyya.
La région est célèbre pour l’érudition de ses habitants, elle est un lieu de pèlerinage pour les adeptes locaux et africains de la confrérie tidjaniya.

## Patrimoine
On y trouve le palais de Kourdane ou Dar Si Ahmed Tidjani où vécut la Française Aurélie Picard, épouse de l'un des califes tidjanes au XIXe siècle. Le palais a été restauré et accueille un musée regroupant des outils et armes utilisés durant la résistance populaire à la conquête française.
Le ksar abrite également la zaouïa mère de la confrérie tidjaniya. La zaouïa conserve les tombeaux de la famille Tidjani.
L'ancien ksar d’Aïn Madhi, est une forteresse édifiée au XIIe siècle et qui est aujourd'hui déserté, toutefois des travaux de rénovation sont entrepris. Il possédait une muraille percée à l'origine de deux portes : Bâb El-K'bir (la Grande-Porte), et Bâb El-S'ghir (le Petite-Porte), auxquelles on a ajouté, plus tard, une troisième porte : El Bâb ech-Charqui (la Porte-Orientale). Il abritait une seule mosquée, le Masdjid al Atiq (l'Antique Mosquée), puis une seconde mosquée a été construite, par les Tidjani.

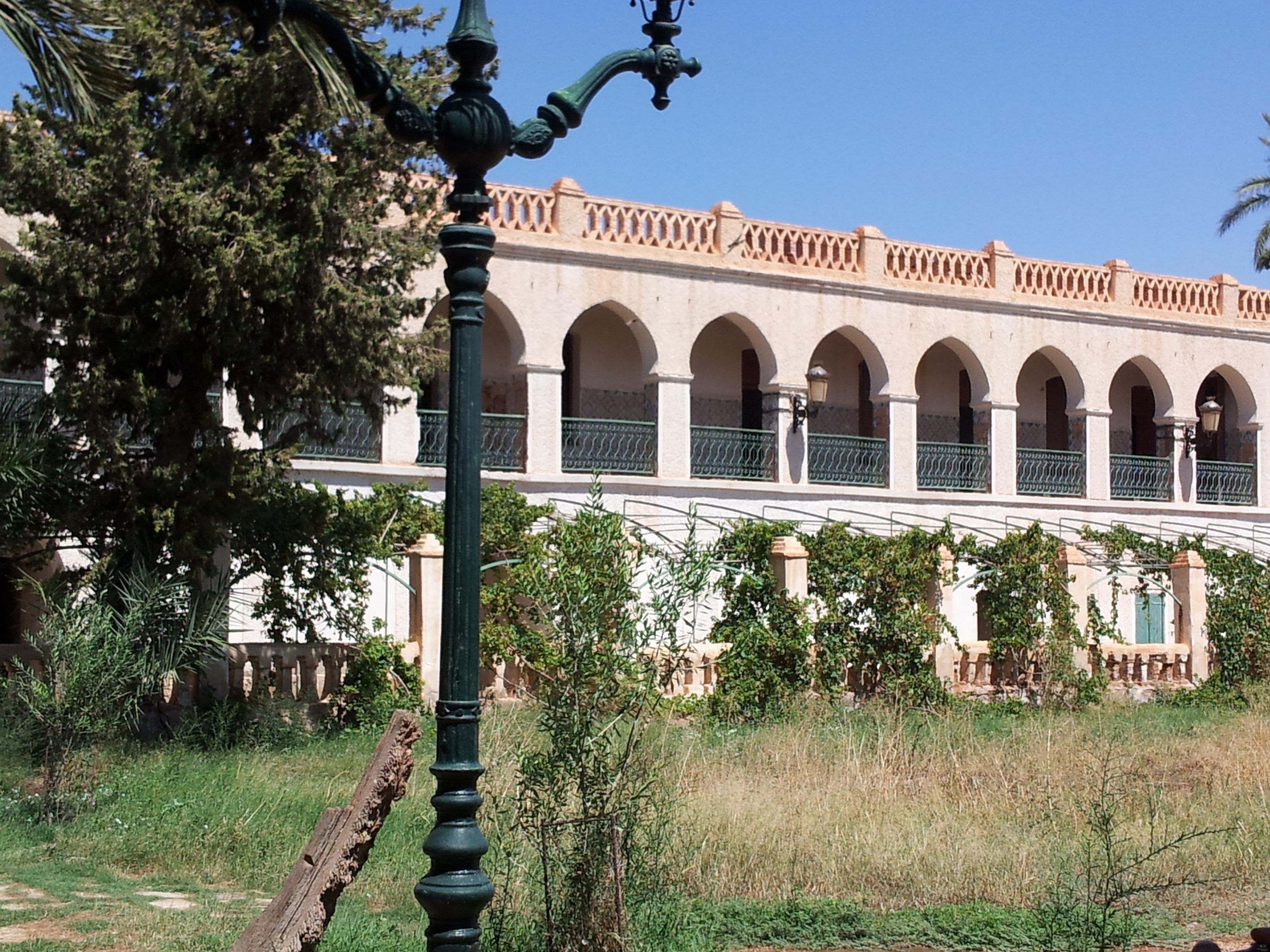
Palais de Kourdane.
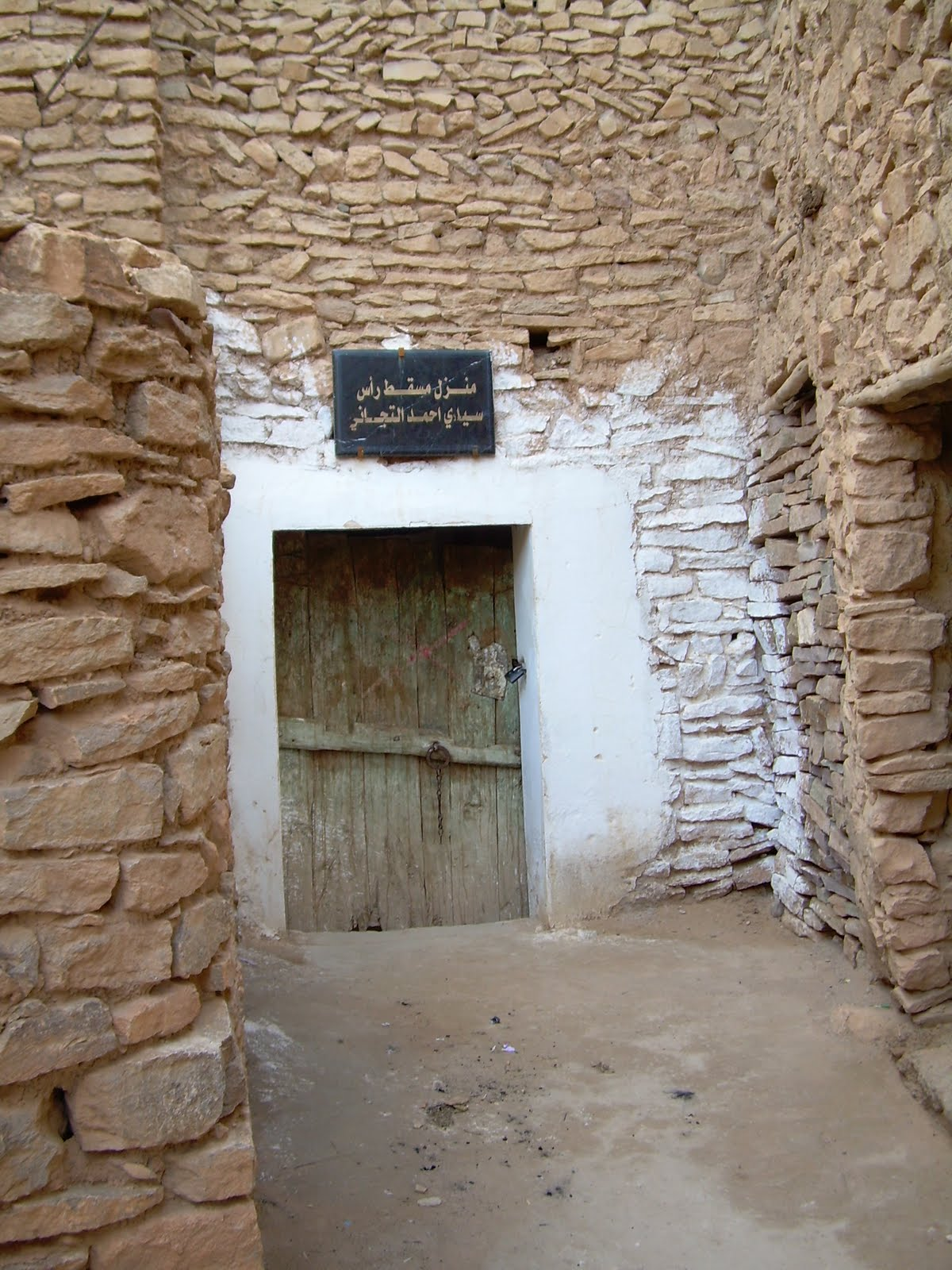
Maison de naissance d'Ahmd Tijani
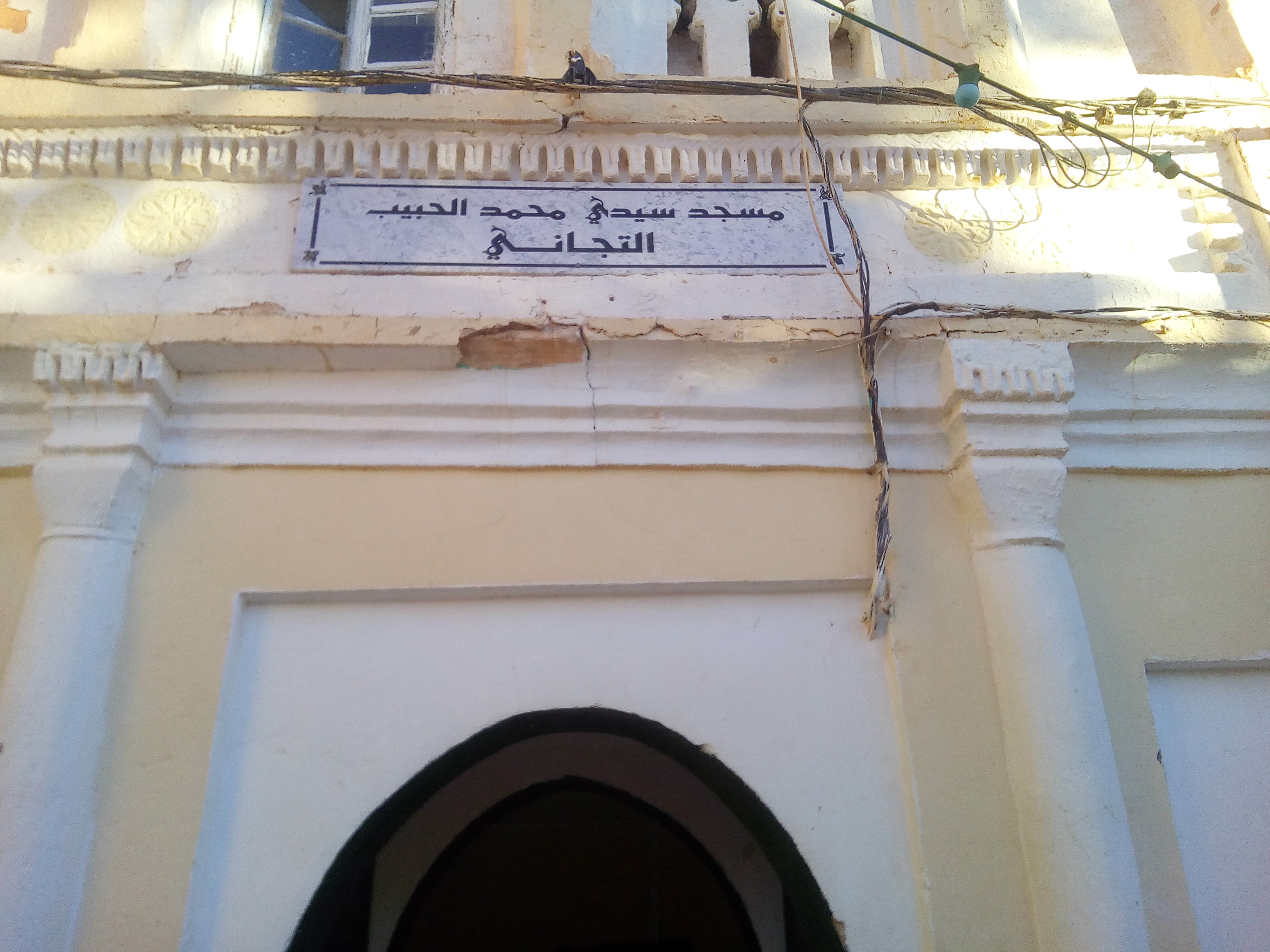
Mosquée Tijani.

## Personnalités liées
Ahmed Tijani, fondateur de la confrérie soufie Tidjaniya, y est né en 1737.